# Vladimir Bogdanović
Vladimir Bogdanović (in serbo Владимир Богдановић?; Kraljevo, 5 ottobre 1986) è un ex calciatore serbo, di ruolo centrocampista.

## Carriera

### Club
Ha giocato nella massima serie dei campionati serbo, cinese, bulgaro, azero e moldavo.

### Nazionale
Ha giocato nella nazionale serba Under-21.

## Palmarès

### Club

#### Competizioni nazionali
- Coppa di Serbia: 1

Stella Rossa: 2009-2010
- Coppa di Moldavia: 1

Petrocub Hîncești: 2019-2020